# 孚日省
孚日省（法語：Vosges，法語：[voʒ] ⓘ）是法國大東部大區所轄的省份，因境内的孚日山而得名。該省編號為88。

## 行政区划

### 省会
- 埃皮纳勒（Épinal），位于该省中部。

### 副省会
- 孚日圣迪耶（Saint-Dié-des-Vosges），位于该省东部，铁路枢纽，"世界地理之都"，每年秋季都会举办国际地理节。
- 讷沙托（Neufchâteau），位于该省西部，南锡—第戎铁路线上，默兹河流经市区。

### 主要城市
- 维泰勒（Vittel），位于该省中部偏西，因出产矿泉水而闻名。
- 拉翁莱塔普（Raon-l'Étape），位于该省北部，该地的地方足球队曾因战胜圣艾蒂安足球俱乐部而闻名。
- 勒米尔蒙（Remiremont），位于该省中南部，铁路终点，因温泉而闻名。

## 名人
聖女貞德，出生于孚日省境内。